# Amber Sainsbury

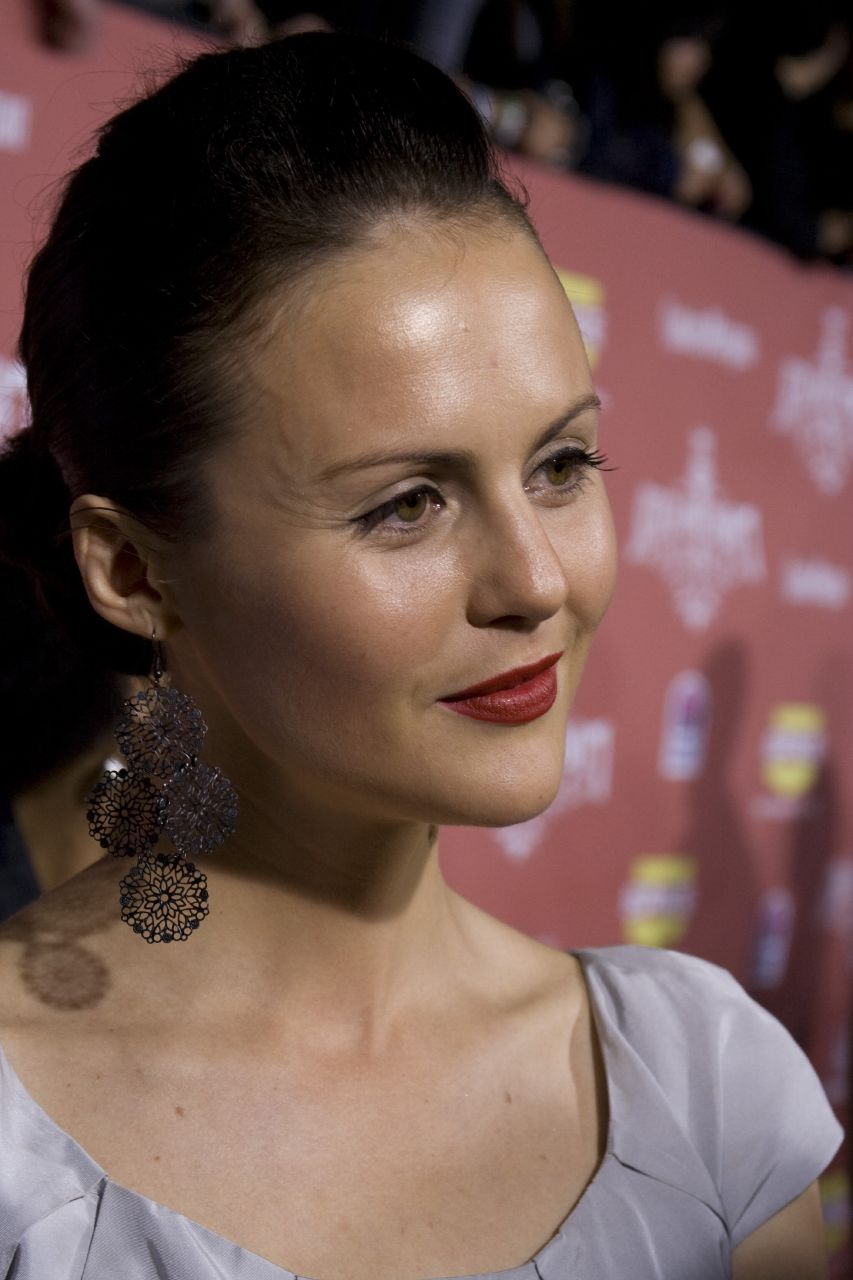
Amber Sainsbury (2007)

Amber Sainsbury (* 28. August 1978 in Neuseeland) ist eine neuseeländische Schauspielerin.

## Leben und Karriere
Bereits in ihrer Kindheit begann Amber Sainsbury mit der Schauspielerei. Sie trat immer wieder in Theaterstücken auf. Mit 15 Jahren hatte sie ihren ersten Fernsehjob. Nach ihrem Abschluss auf der High School ging sie nach London, um dort ihre Schauspielausbildung zu absolvieren.
Von 2004 bis 2005 war Sainsbury als Roxanne Davenport in der britischen Fernsehserie Hex zu sehen. Für den Dreh des Fernsehfilms Der Poseidon-Anschlag (2005) reiste sie 2004 nach Südafrika, verbrachte sechs Monate in Kapstadt und blieb danach einige Zeit in Johannesburg. 2007 spielte sie Kathy in The Ferryman - Jeder muss zahlen. Im selben Jahr war sie als Denise im US-amerikanisch-neuseeländischen Horrorfilm 30 Days of Night zu sehen. Sie war danach eine Zeit lang mit Josh Hartnett – ihrem Co-Star aus 30 Days of Night – liiert. Außerdem gründete sie 2007 die Wohltätigkeitsorganisation Dramatic Need, die sich um Kinder in Ruanda und Südafrika kümmert. 2008 hatte sie einen Gastauftritt als Haylee in der Serie Fairy Tales.

## Filmografie
- 1995: Plainclothes (Fernsehserie, eine Folge)
- 1997–1999: Hercules (Hercules: The Legendary Journeys, Fernsehserie, 3 Folgen)
- 1999: Der junge Hercules (Young Hercules, Fernsehserie, 2 Folgen)
- 1999: Channelling Baby
- 2002: Coronation Street (Fernsehserie, 3 Folgen)
- 2002: The Bill (Fernsehserie, eine Folge)
- 2003: Murder in Mind (Fernsehserie, eine Folge)
- 2003: Trevor’s World of Sport (Fernsehserie, 2 Folge)
- 2004: A Touch of Frost (Fernsehserie, eine Folge)
- 2004: The Purifiers
- 2004–2005: Hex (Fernsehserie, 15 Folgen)
- 2005: Der Poseidon-Anschlag (The Poseidon Adventure, Fernsehfilm)
- 2007: The Ferryman – Jeder muss zahlen (The Ferryman)
- 2007: 30 Days of Night
- 2008: Fairy Tales (Fernsehserie, eine Folge)